# Neumocito
Se conoce como neumocitos o células epiteliales alveolares (AEC en inglés) 
al tipo de célula especializada que forma los alveolos pulmonares. Se designan como neumocitos tipo I y neumocitos tipo II. Se especializan en dos funciones principales: la difusión de gases, la barrera hemato-alveolar y la secreción de surfactante.

## Histología
Los neumocitos conforman las paredes de los alvéolos pulmonares. Se diferencian claramente por su morfología, unas son planas hexagonales y son llamadas células alveolares de tipo I.

El otro tipo de neumocito son células globulares o cuboideas y son llamadas células alveolares granulares de tipo II.

### Neumocitos tipo I
También se llaman células alveolares planas o células epiteliales alveolares tipo 1  (AEC1 en inglés). Son células planas que tapizan casi por completo la superficie del alvéolo pulmonar y ejercen una función estructural. Constituyen alrededor del 40% de todas las células del alvéolo y tapizan el 90% de la superficie alveolar.

Estos neumocitos se adhieren estrechamente unos a otros, evitando que el líquido extracelular pase a los alvéolos. 
Los neumocitos tipo I debido a su escaso espesor, 0.5 micrómetros en algunos sectores, hacen posible que los gases se difundan a su través y pasen desde y hacia la sangre que circula en los capilares del alvéolo.

### Neumocitos  tipo  II

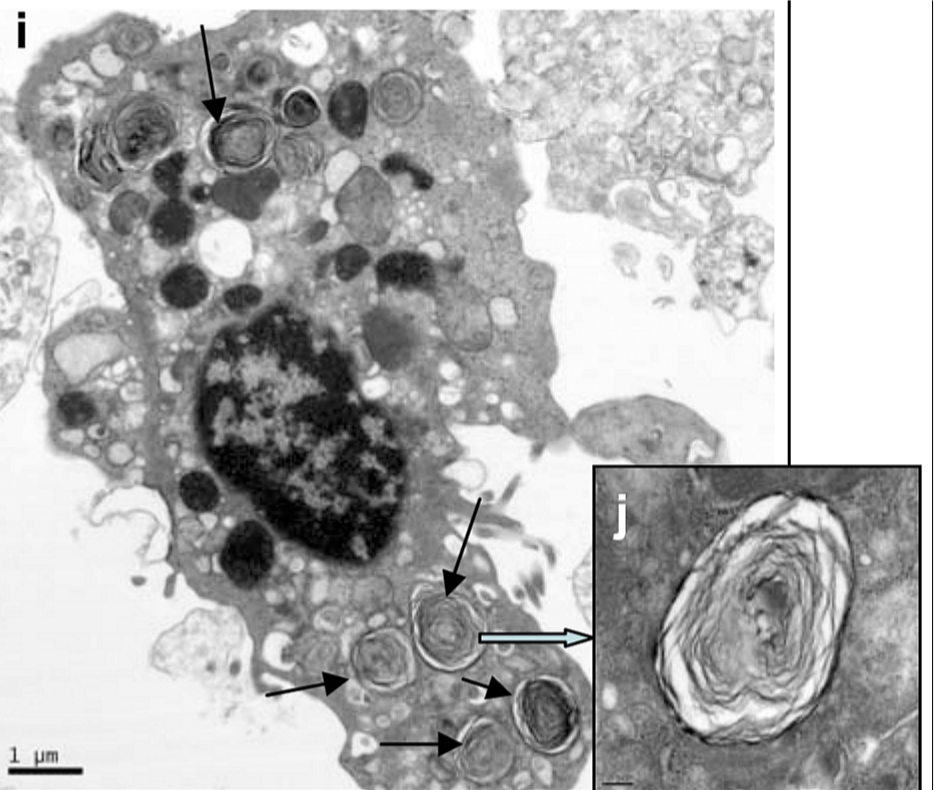
Célula Alveolar tipo II.

Se les llama también neumocitos granulares o células alveolares granulares (AEC2 en inglés). 
Los neumocitos tipo II representan el 60% del total de la población celular del alvéolo, pero ocupan solamente el 10% de la superficie alveolar. 

Son de gran importancia por producir el surfactante pulmonar, el cual liberan mediante un mecanismo de exocitosis hacia la luz de los alvéolos.

Se encuentran distribuidos en pequeños grupos entre los neumocitos tipo I. Tienen forma cúbica y poseen microvellosidades en su superficie libre apical. En su interior contienen una serie de vacuolas llamadas citosomas donde almacenan el surfactante pulmonar que secretan al alveolo mediante un proceso de exocitosis. El surfactante pulmonar se mezcla con agua reduciendo su tensión superficial y formando una fina capa que recubre toda la superficie alveolar. 
Los neumocitos tipo II al dividirse puedan dar origen a nuevos neumocitos de tipo I y reemplazar a los dañados, constituyendo por tanto la principal fuente de su renovación.

Estas células aparecen en el feto a partir de la semana 24 de gestación y comienzan entonces a producir pequeñas cantidades de surfactante pulmonar, sin embargo no producen cantidades significativas hasta más adelante. Por este motivo los niños prematuros presentan con frecuencia la enfermedad de la membrana hialina que les ocasiona dificultad respiratoria y aumento de la mortalidad. La  incidencia de la enfermedad de la membrana hialina es inversamente proporcional a la edad gestacional  y  al  peso en el momento del nacimiento, afectando al 70% de los niños con edad gestacional inferior a 29 semanas y solo a entre el 5 y el 10% de los nacidos a término.

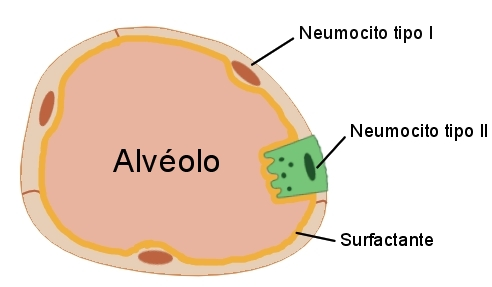
Sección del alveolo pulmonar. Son visibles los neumocitos tipo I y II.

## Barrera hematoalveolar
También llamada barrera alvéolo-capilar, está formada por la pared del neumocito y su membrana basal en contacto con el endotelio del capilar y su membrana basal. En las zonas más estrechas tiene un espesor de únicamente 0.6 µm. A través de este espacio se produce el intercambio gaseoso de oxígeno y dióxido de carbono.